# Póvoa de Varzim, Beiriz e Argivai
Póvoa de Varzim, Beiriz e Argivai (llamada oficialmente União das Freguesias de Póvoa de Varzim, Beiriz e Argivai) es una freguesia portuguesa del municipio de Póvoa de Varzim, distrito de Oporto.

## Historia
Fue creada el 28 de enero de 2013 en aplicación de una resolución de la Asamblea de la República de Portugal promulgada el 16 de enero de 2013 con la unión de las freguesias de Argivai, Beiriz y Póvoa de Varzim, pasando su sede a estar situada en la antigua freguesia de Póvoa de Varzim.

## Demografía
| Gráfica de evolución demográfica de Póvoa de Varzim, Beiriz e Argivai entre 2011 y 2021 |
|                                                                                         |
| Datos según el nomenclátor publicado por el INE portugués.                              |